# Jimmy Jump
Jimmy Jump (született: Jaume Marquet Cot, 1976. március 14.) katalán „sportember”. A honlapja szerint az alapcélkitűzése híressé válni a fő eseményekre való beszivárgás által, és a showt elrontani.
A leghíresebb "ugrása" 2004. július 4-én volt a 2004-es labdarúgó-Európa-bajnokság döntőjében, amelyet Görögország és Portugália játszott. Miután beszaladt a pályára, egy FC Barcelona zászlót dobott a portugálok csapatkapitányának, Luís Figónak az arcába, mivel a labdarúgó 2000-ben a katalánok legfőbb riválisához, a Real Madridhoz igazolt.

## Ugrásai
Átszaladt a 2004-es Formula–1-es spanyol nagydíj rajtvonalán a verseny közben.
Véleménye szerint a legfontosabb esemény, amin "ugrott", az a 2005. november 19-i, a Real Madrid és az FC Barcelona közötti La Liga mérkőzés volt.
2006. április 25-én feltűnt az UEFA-bajnokok ligája elődöntőjének visszavágóján is, a Villarreal CF–Arsenal FC mérkőzésen. Jimmy Jump befutott a pályára, mielőtt elkezdődött a második félidő, és hozzávágott egy Barcelona mezt az Arsenal támadójához, Thierry Henryhoz, aminek "Henry 14" volt a hátára írva (érdekesség, hogy 2007 nyarán Henry 14-es mezszámmal 4 évre a katalánokhoz szerződött). Jimmy Jumpot feltartóztatták a stadion biztonsági emberei, és később 60 100 eurós bírságot fizetett a spanyol sport erőszakellenes bizottságának.
A 2007-es Liverpool-AC Milan bajnokok ligája-döntőn is beszaladt, és egy görög zászlóval végigrohant a pályán, azonban az élő tv közvetítés során nem mutatták az eseményt. A második félidő elején odarohant Reinához és odadobta a sapkáját. Jimmy azt mondta: "Csak a Liverpool kapusának akartam elmondani jókívánságaimat, ugyanis Pepe Reina katalán, mint én, és az egyik kedvenc kapusom, valamint az angol klubot is szeretem."
A 2007-es rögbi-világbajnokság döntőjében ugyancsak behatolt a pályára. Legutóbb a 2008-as labdarúgó-Európa-bajnokság Németország–Törökország elődöntőben szaladt be a játéktérre, ahol egy tibeti zászlóval volt látható, illetve egy "Tibet nem Kína" feliratú pólót viselt.
2009-ben a Roland Garros döntőjében Roger Federerhez is beugrott, egy piros sapkát akart a fejére húzni. Miután átugrott a hálón, a biztonságiak leteperték és kivitték.
2010-ben Oslóban az Eurovíziós Dalfesztivál döntőjében a Daniel Diges által énekelt spanyol dal közben táncolt a színpadon. Amikor meglátta a közeledő biztonsági őröket, akkor leugrott a színpadról, ezután a biztonságiak kivezették. A közjáték miatt a spanyol dalt újból előadták.
A 2010-es labdarúgó-világbajnokság döntőjének kezdete előtt néhány perccel beszaladt a Soccer City stadion gyepére, és egy sapkát akart a trófeára ráhúzni. Terve nem sikerült, a biztonságiak még terve megvalósulása előtt a földre lökték és kivitték.
2010. szeptember 11-én az Újpest–Ferencváros magyar bajnoki labdarúgó-mérkőzésen a második félidő kezdete előtt ugrott be a játéktérre, lőtt egy gólt, ezt követően a biztonsági emberek vitték le a pályáról. Ezt az ugrását a Bors magazin felkérésére hajtotta végre.
2011. május 3-án az FC Barcelona–Real Madrid UEFA-bajnokok ligája elődöntő második félidejének kezdetekor némileg álcázva, szemüvegben és bajusszal futotta végig a pályát, hogy Cristiano Ronaldo fejére húzza a katalánok hagyományos piros sapkáját. Ronaldo lehajolt, így a manőver nem sikerült.

## Lásd még
- Neil Horan